# Leviellus caspica
Leviellus caspica là một loài nhện trong họ Araneidae.
Loài này thuộc chi Leviellus. Leviellus caspica được Eugène Simon miêu tả năm 1889.